# Nutrición de los mamíferos
El aparato digestivo de los mamíferos está diseñado para aumentar la eficiencia de la producción energética necesaria para el mantenimiento de la temperatura corporal. Y esto se consigue aumentando la eficacia tanto de la degradación de los alimentos conseguidos para hacer accesibles la mayor cantidad posible de nutrientes, como de la absorción de estos.

## Anatomía y fisiología del aparato digestivo

### La boca
El aparato comienza en la boca. Es aquí donde tiene lugar la trituración mecánica de los alimentos y su insalivación, dos aspectos esenciales para conseguir una digestión más eficaz. Los dientes son una característica de los mamíferos, aunque no todos los adultos los presentan. Y con excepción de las ballenas que los tienen todos iguales, el resto de las especies son heterodontas, esto es, que tienen varios tipos de dientes. En concreto cuatro:
- Los incisivos se insertan en los alvéolos de los huesos premaxilar y mandibular. Son cuadrados o redondos y tienen como misiones fundamentales sujetar, roer o cortar. Los rumiantes carecen de ellos en la mandíbula superior. Roedores y lagomorfos los tienen muy desarrollados y crecen continuamente a lo largo de la vida por lo que necesitan ser desgastados constantemente. Los primeros los presentan en ambas mandíbulas y los segundos solo en la superior.
- Los caninos, son puntiagudos y tienen como misión desgarrar, por lo que son de especial importancia en todos los animales de hábitos carnívoros y hematófagos presentándolos muy desarrollados y llamativos. Otras especies presentan un gran desarrollo de estos dientes en una o las dos mandíbulas más con fines intimidatorios o defensivos que alimenticios como ocurre con los elefantes, herbívoros estrictos, o algunos suidos y simios de hábitos omnívoros. También la mayor parte de los artiodáctilos y perisodáctilos carecen de ellos en la mandíbula superior o en ambas, y roedores y lagomorfos en su totalidad no los presentan en ninguna.
- Los premolares y molares son dientes bajos, planos y grandes que se utilizan para triturar y rebanar el alimento, por lo que adquieren especial importancia en herbívoros como los artiodáctilos y perisodáctilos, disminuyendo según se incrementan los hábitos carnívoros hasta el punto de que muchos de estos animales presentan modificaciones de los premolares e incluso primeros molares asemejándolos más a caninos que a molares típicos. Las diferencias existentes en la dentición de los mamíferos dan lugar a que la conformación de los dientes y la fórmula dentaria sean instrumentos comúnmente utilizados en la clasificación taxonómica de los mamíferos. Pueden ser:
  - Según la morfología de las cúspides:
    - Lofodontos (cúspides unidas lingual-labial)
    - Selenodontos (cúspides unidas antero-posterior)

  - Según la altura de las cúspides:
    - Hipsodontos (cúspides altas)
    - Braquidontos (cúspides bajas)

  - Según la forma de la pieza
    - Tribosfénicos (en forma de triángulo)
    - Cuadrados (con esta forma aproximada)
    - Carnasales (crecimiento alométrico y cúspides en línea)
    - Bunodontos (cúspides redondeadas)

Las glándulas salivales (parótida, sublingual, submandibular) son las encargadas de producir la saliva, que es una sustancia líquida viscosa empleada en la lubricación del bolo alimenticio necesaria tanto para la masticación como para su tránsito hacia el estómago. La saliva contiene una enzima, la ptialina, que comienza la degradación del almidón antes de que este llegue al estómago. Pero además la saliva es importante en la descontaminación de los alimentos, ya que posee una sustancia bactericida, la lisozima, que destruye parte de la flora microbiana que éstos vehiculan. Los herbívoros, que necesitan masticar más intensamente el alimento, presentan un mayor desarrollo de éstas, mientras que en los misticetos están ausentes.
En la boca se procesan además la temperatura, textura y sabor de los alimentos de tal manera que el sistema nervioso central puede adecuar las secreciones de todos los órganos implicados en la digestión a las necesidades concretas para cada alimento procesado.

### Esófago
El esófago es una víscera tubular de naturaleza muscular que comunica la boca con el estómago, cuya función principal es el transporte de alimentos de la boca al estómago, con acción puramente mecánica.

### Estómago
El estómago es un saco de naturaleza glandular y muscular donde tiene lugar la degradación y preparación de las proteínas para la posterior absorción de sus nutrientes.
En la digestión gástrica, el ácido clorhídrico que vierten las paredes del estómago da lugar a la desnaturalización de las proteínas, que se hacen vulnerables a la acción de una enzima también sintetizada en esta víscera, la pepsina. Esta enzima rompe las cadenas proteicas transformándolas en péptidos y polipéptidos que serán asimilados en las posteriores fases de la digestión. Por otra parte, la digestión de los polisacáridos se detiene ya que la acidificación del medio provocada por el ácido clorhídrico, impide la actuación de la ptialina, deteniéndose el proceso comenzado en la boca. En el estómago no hay enzimas que ataquen a los lípidos, por lo que pasan por ella sin sufrir alteración alguna. Sin embargo, ralentizan la digestión del resto de los nutrientes.

### Intestino delgado
El intestino delgado es una estructura tubular que consta de tres porciones, duodeno, yeyuno e íleon donde tiene lugar la siguiente fase de la digestión de los alimentos. El duodeno está comunicado con el estómago a través del píloro, un esfínter que permite el paso en pequeñas porciones del contenido estomacal (quimo) cuando éste está listo para continuar el proceso digestivo.
Al comienzo del tránsito intestinal, el páncreas vierte su jugo. Éste, además de una alta concentración de bicarbonato que neutraliza la acidez del quimo, posee varias enzimas que intervienen en la degradación de los nutrientes: la amilasa pancreática continúa la degradación de los polisacáridos comenzada por la ptialina, las lipasas actúan sobre los triglicéridos separando la glicerina de los ácidos grasos, otras enzimas terminan la digestión de las proteínas que no fueron degradadas por la pepsina gástrica.
La acción de las enzimas pancreáticas se complementa con la acción de las sales biliares contenidas en la bilis, una secreción producida por el hígado que tiene además la misión de verter al intestino ciertas sustancias que no pueden ser eliminadas con la orina, para ser excretadas con las heces. Las sales biliares son unos poderoso detergentes que separan las grasas en pequeñas gotitas que pueden ser más fácilmente degradadas por las lipasas pancreáticas.

### Intestino grueso
De este modo, cuando el contenido digestivo alcanza el intestino grueso, solo queda agua, material no digerible y los minerales segregados en las distintas fases del proceso. También está formado por tres tramos, ciego, colon y recto.
Contiene una rica y variada flora microbiana que segregan enzimas capaces de terminar la digestión del alimento, obteniéndose azúcares que fermentan produciendo ácidos orgánicos de los que aún puede obtenerse algo de energía.

### Adaptaciones del aparato digestivo de los mamíferos

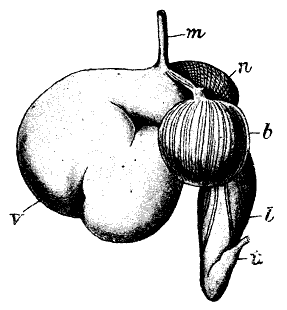
Aparato digestivo de un rumiante. m esófago, i panza, n redecilla, b libro, l cuajar.

Pero la gran variedad de dietas de estos animales configura estructuras anatómicas con notables diferencias.
Como norma general, los herbívoros presentan un mayor desarrollo de las vísceras digestivas, ya que los alimentos requieren procesos químicos y mecánicos más intensos para ser digeridos.
La diferencia más significativa anatómica y funcionalmente la presenta sin duda alguna el complejo estómago de los rumiantes, dividido en cuatro compartimentos (retículo, rumen, omaso y abomaso):
1. Los alimentos ingeridos por estos animales pasan a la panza o rumen directamente, casi sin masticar, donde tiene lugar una fermentación microbiana gracias a la flora bacteriana existente en su interior. De este modo, comienza la degradación de las altas cantidades de almidón y celulosa que tienen los alimentos de origen vegetal.
2. Una vez que el alimento está procesado, los rumiantes regurgitan el alimento y es entonces cuando tienen lugar los procesos de masticación e insalivación.
3. El bolo debidamente masticado e insalivado vuelve a ser ingerido y llega al retículo, también conocido como bonete o redecilla, donde tiene lugar una nueva fermentación de tipo microbiana similar a la que tuvo lugar previamente en el rumen.
4. Desde aquí, a través del agujero retículo-omasal, pasa al omaso que no es sino una cámara con pliegues paralelos cubiertos por papilas córneas que sirven, para proceder a la molturación del alimento. En el fondo de los pliegues, tiene lugar la absorción de agua, sales minerales y ácidos grasos. Durante el paso del alimento por el omaso o libro, no se detiene la fermentación.
5. El último compartimento es el abomaso y se corresponde anatómica y funcionalmente con el estómago monocameral del resto de los mamíferos.

Pero no todos los herbívoros son rumiantes, y para solucionar el problema de la degradación de los polisacáridos, un grupo de animales entre los que se hallan los elefantes, los équidos o los primates ha evolucionado incrementando el volumen del ciego para que tenga en él una intensa fermentación bacteriana de la celulosa, absorbiéndose los nutrientes producidos tanto en este tramo como a lo largo del colon.
El otro grupo lo constituyen los herbívoros de pequeño tamaño como roedores y lagomorfos, que al no poder retener durante mucho tiempo el alimento en su organismo, excretan los alimentos con abundantes nutrientes que no han podido ser terminados de digerir, por lo que proceden a la ingestión de estas heces que serán nuevamente procesadas para terminar de asimilar los nutrientes contenidos en los alimentos.
Otro estómago con ciertas diferencias es el de los osos hormigueros, que presenta un saco que recuerda a la molleja de las aves, en las que el caparazón de los insectos de los que se alimenta, es triturado previamente a su paso al estómago.
Otra diferencia significativa en la anatomía del aparato digestivo la constituye la cloaca de los monotremas. En estos animales la comunicación de los aparatos digestivo, urinario y genital con el exterior, tiene lugar a través de un único orificio como ocurre en las aves y los reptiles.

## El papel de los mamíferos en la cadena alimenticia

### Hábitos alimenticios
También los hábitos alimentarios de estos animales son tan variados como el resto de los aspectos tratados y como el propio taxón en sí:
Hay mamíferos carnívoros que se alimentan del cuerpo de otros animales, como por ejemplo la mayor parte de la orden Carnivora, mientras que otros, los herbívoros, son estrictamente vegetarianos como la generalidad de la orden Artiodactyla. Por descontado, como es el caso de los primates, hay mamíferos que utilizan recursos alimenticios de distinto origen, son los omnívoros.
Entre ambos extremos, un amplio abanico de posibilidades se abre como recurso alimenticio para las distintas especies de mamíferos actuales:
Dentro de los recursos de origen animal, todos los grupos existentes pueden servir de alimento para una u otra especie: el plancton es el alimento de los grandes misticetos (planctonófagos), invertebrados y sus larvas sirven de alimento a los insectívoros, peces a los piscívoros, y anfibios, reptiles, aves y mamíferos a los carnívoros, pero también los huevos de muchos de ellos, la miel de las abejas (melívoros) e incluso la sangre (hematófagos) o las heces (coprófagos) de otros animales. Y mientras que unos cazan para alimentarse, otros emplean restos de animales muertos o cazados por individuos de la misma u otra especie, son los necrófagos.
Por lo que respecta a los alimentos de origen vegetal, prácticamente la totalidad de las partes de éstas pueden ser empleadas por distintas especies: hierba (herbívoros), hojas (folívoros), madera (lignívoros), flores, semillas y granos (granívoros) polen y néctar (nectarívoros), frutos (frugívoros), raíces y tubérculos, así como algas y hongos (micófagos).
Pero en general, requieren gran cantidad de alimentos para satisfacer sus necesidades energéticas, por lo que un número relativamente pequeño de mamíferos, puede tener un gran impacto sobre las poblaciones de plantas o animales de los que se alimentan.

### Predadores y presas
La predación supone un importante porcentaje de la mortalidad de muchos mamíferos.
Aves, reptiles, tiburones y otros mamíferos son los predadores de no pocas especies.
Con excepción de las pocas especies que ocupan la más alta jerarquía en la cadena trófica (el hombre, los osos, los grandes felinos, el lobo o los odontocetos de mayor envergadura) todas las demás pueden servir de alimento a otros animales situándose en los distintos peldaños de la pirámide que siempre se sustentan en los alimentos de origen vegetal.
Muchas especies, han desarrollado mecanismos específicos de defensa para evitar ser el alimento de otros. Entre otras, el aspecto externo del animal que le sirve de camuflaje, la formación de grandes manadas que disminuya la posibilidad individual de ser la víctima del ataque de un predador, las formaciones sociales en las que algunos de los miembros sirven de vigías mientras los demás llevan a cabo sus necesidades fisiológicas, el acúmulo de alimentos o energía durante épocas en las que los predadores son menos abundantes, la producción de sustancias químicas repelentes, o las propias defensas físicas como espinas o corazas, son distintas opciones para la consecución de un único objetivo: la propia supervivencia.